# Гендель, Зыгмунт
Зыгмунт Гендель (Зыгмунт Хендель; пол. Zygmunt Hendel, 25 апреля 1862, Краков — 28 марта 1929, Краков) — польский архитектор и реставратор.

## Биография

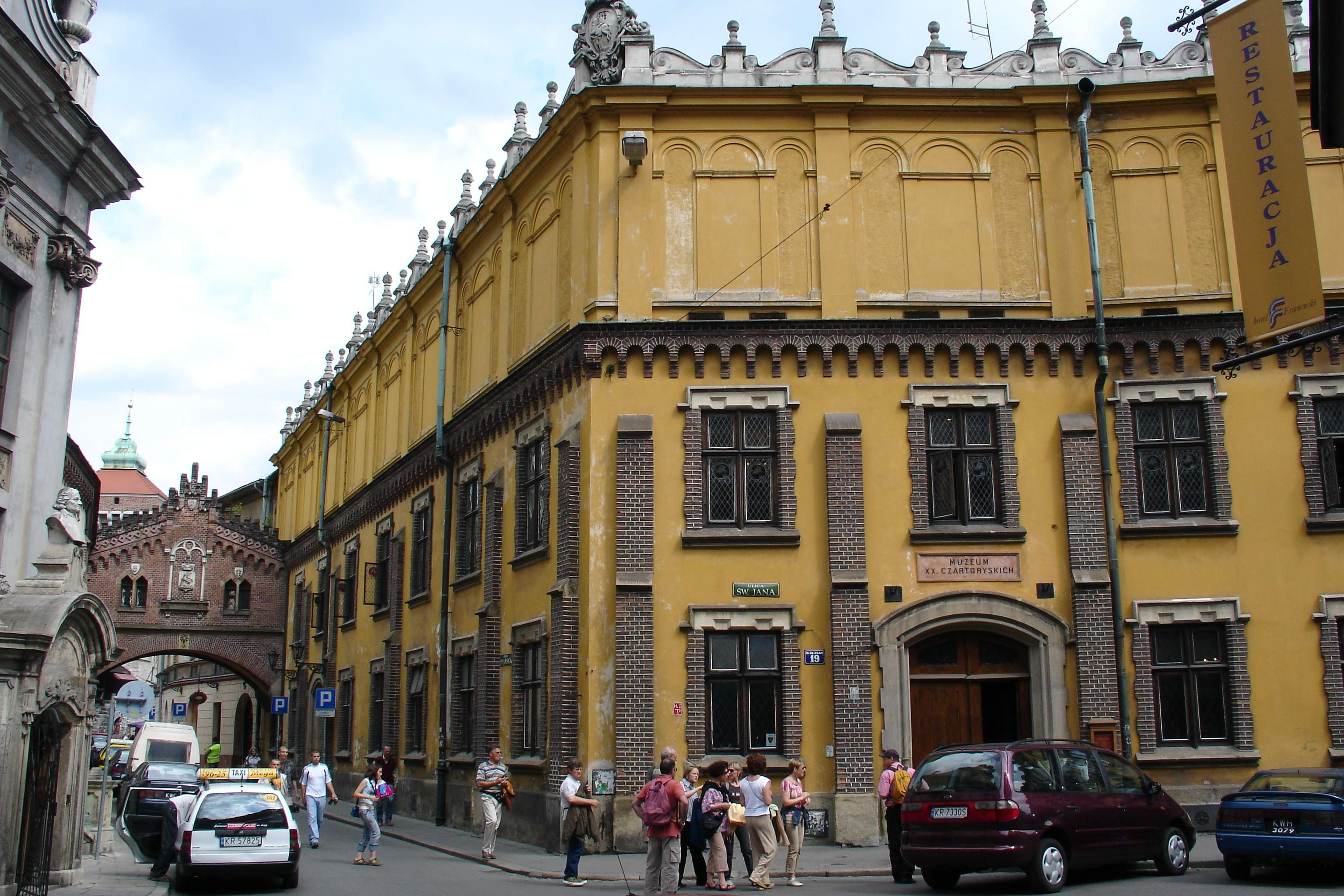
Здание Музея Чарторыйских в Кракове

В 1885 году окончил Политехнический институт в Вене, там же занимался в Академии изобразительных искусств. Вернувшись в Краков (1886), принимал участие в постройке зданий правительственных учреждений и университета. Участвовал также в разработке планов перестройки дворца Радзивиллов в Балицах (пол. Pałac Radziwiłłów w Balicach) под Краковом и Музея Чапских в Кракове. Получив в 1889 году стипендию фонда Ледуховской на три года, совершенствовался у французских архитекторов в Париже и в Невшателе, занимался в Национальной высшей школе изящных искусств и
Национальной высшей школе декоративного искусства. В 1891 году совершил образовательную поездку по Франции, Бельгии, Голландии, Германии, Италии.
По возвращении стал доцентом в Краковской академии искусств и возглавил Ремесленную школу имени Хирша в Кракове (1892—1895). В 1894 году получил строительную концессию города.
С 1892 года сотрудник Комиссии истории искусства Польской академии знаний. В 1899—1914 годах был членом Общества любителей истории и памятников Кракова. В 1900 году приготовил модель краковского замка для Всемирной выставки в Париже. В 1904 году возглавил руководство обновлением Кафедрального собора Святого Станислава и Святого Вацлава в Кракове. В следующем году стал директором Государственной промышленной школы во Львове. В 1905—1914 годах был руководителем реставрационных работ в королевском замке на Вавеле.
Похоронен на Раковицком кладбище в Кракове.

## Проекты

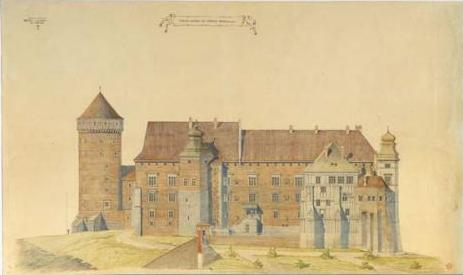
Проект реставрации восточного фасада Королевского замка на Вавеле

В 1894—1898 годах провёл масштабную реставрацию доминиканского монастыря в Кракове. В 1894—1895 годах реставрировал бернардинский костёл (пол. Zespół Kościoła i Klasztoru Bernardynów w Leżajsku) в Лежайске, в 1895—1897 годах — барочный бернардинский костёл в Кракове.
Одновременно совместно с Тадеушом Стрыенским пристроил музейное крыло дворца Чапских. Также вместе со Стрыенским провёл образцовую реставрацию готического костёла Святого Креста (пол. Kościół Świętego Krzyża w Krakowie) в Кракове.
Занимался реставрацией и перестройкой дворцов и костёлов в Порембе Жеготы, Гнойнике, Косцельце, Плазе, Дембне, Висниче-Старом, Висниче-Новом. В 1901—1902 годах реставрировал готический храм и монастырь цистерцианцев в Могиле под Краковом и построил часть Музея Чарторыйских в Кракове.
Руководил консервацией Мариацкого костёла (1900—1904), около 1903 года осуществил реставрацию барочного костёла Петра и Павла в Кракове. В 1905 году обновил костёл Святого Архангела Михаила в Вильно. В исследовательских работах при реставрации вавельского замка (1905—1914) сделал ряд важных открытий в области архитектуры и декора зданий. Реконструировал также средневековые оборонительные стены в Кракове (1905—1909), дом капитула, религиозные и другие здания в Кракове.
Ряд разработанных Генделем проектов реконструкций и реставраций остался неосущетвлённый.
Автор ряда статей на темы консервации и реставрации памятников архитектуры.